# Sidi Amar (Saida)
Sidi Amar è un comune dell'Algeria, situato nella provincia di Saida.